# Fernando de Parias Merry
Fernando de Parias Merry (Sevilla, 27 de julio de 1937-Ib., 31 de octubre de 2021) fue un político, ingeniero y empresario agrícola español. Alcalde de Sevilla (junio de 1975 - diciembre de 1977), procurador en cortes (octubre de 1975 hasta la desaparición de este organismo en 1977), sustituido por el Congreso de los Diputados, dando su voto favorable a la Ley para la Reforma Política de 1976 que facilitó el nacimiento del régimen democrático español.

## Alcalde de Sevilla
Aunque su nombramiento en junio de 1975 no fue por elección democrática —el primer alcalde nombrado por elección tras la dictadura franquista fue Luis Uruñuela el 21 de abril de 1979— , fue el primero que se enfrentó a una libertad de prensa sin precedentes en la ciudad, desde la época de la II República española. Su primer teniente de alcalde durante su mandato fue José María Resa Lora. Poco después de su nombramiento, tras la muerte del dictador Francisco Franco y en aplicación de la nueva ley de Régimen Local que establecía que el alcalde debía ser elegido por votación entre los concejales y no por designación directa, presentó la dimisión, siendo elegido de nuevo por votación entre los concejales en enero de 1976. 
El desempeño de su cargo estuvo dificultado por encontrarse el país en pleno periodo de transición, reclamando los partidos políticos de forma insistente que se realizaran elecciones municipales libres, existiendo por otra parte un fuerte movimiento sindical que reivindicaba los derechos de los trabajadores pertenecientes a las diferentes empresas municipales. 
Además la situación económica municipal era asfixiante, existiendo una considerable deuda. Uno de sus logros fue conseguir la creación de numerosos grupos escolares, pues la ciudad teniá un importante déficit en este aspecto. 
Durante su mandato viajó a Estados Unidos invitado por el gobierno norteamericano. A su vuelta se manifestó ilusionado con la posibilidad de que Sevilla organizara una nueva Exposición Iberoamericana y declaró su deseo de abrir nuevos lazos económicos con el continente americano. Poco después recibió la visita del alcalde de Kansas City, ciudad con la que Sevilla se encuentra hermanada. Tras presentar la dimisión de su cargo el 30 de diciembre de 1977, fue sustituido en 1978 por José Ramón Pérez de Lama.